# When All That's Left Is You
When All That's Left Is You es el primer álbum creado por la banda Quietdrive, bajo la discográfica Epic Records, una derivada de Sony BMG Music Entertainment.
El sencillo "Rise from the Ashes" fue incluido en la banda sonora de EA Sports' "NHL 07" para PlayStation 2, Xbox 360 y PC. 
Todas las canciones del álbum fueron escritas por el vocalista Kevin Truckenmiller, con la única excepción de la número 9, la cual es una versión de "Time after time", de Cyndi Lauper.

## Lista de canciones
1. "Rise from the Ashes" - 2:59
2. "Get Up" - 3:34
3. "Take a Drink" - 2:43
4. "Let Me Go In" - 2:39
5. "Rush Together" - 3:32
6. "Maybe Misery" - 2:59
7. "I Lie Awake" - 3:10
8. "The Season" - 3:01
9. "Time After Time (cover de Cyndi Lauper)- 3:07
10. "Both Ways" - 3:39

## Sencillos
- Rise From The Ashes
- Time After Time

## Personal
- Butch Walker - Productor
- Matt Kirkwold - Productor
- Chris Lord-Alge - Mezclas
- Kevin Truckenmiller - Voz, Guitarra, Violín
- Matt Kirby - Voz, Guitarra
- Justin Bonhiver - Guitarra
- Droo Hastings - Bajo
- Brandon Lanier - Batería

- Datos: Q3282541